# 11853 Runge
11853 Runge (1988 RV1) là một tiểu hành tinh vành đai chính được phát hiện ngày 7 tháng 9 năm 1988 bởi F. Borngen ở Tautenburg.